# Menschenraub
Menschenraub ist nach deutschem Strafrecht eine gegen die persönliche Freiheit gerichtete Straftat und gehört zur Gruppe der Entführungsdelikte.
§ 234 StGB bestimmt, dass derjenige, der sich eines Menschen mit Gewalt, durch Drohung mit einem empfindlichen Übel oder durch List bemächtigt, um ihn in hilfloser Lage auszusetzen oder dem Dienst in einer militärischen oder militärähnlichen Einrichtung im Ausland zuzuführen, mit Freiheitsstrafe von einem Jahr bis zu zehn Jahren bestraft wird. Die Tathandlung ist das Sich-Bemächtigen, was die Begründung körperlicher Herrschaft bedeutet. Als Tatmittel kommen – anders als bei der einfachen Freiheitsberaubung (§ 239 StGB) – nur Gewalt, Drohung oder List in Betracht. Subjektiv muss der Täter vorsätzlich handeln und eines der besonders genannten Ziele (Aussetzung oder Militärdienste) haben.
Bis 2005 nannte der Straftatbestand als mögliche Tatziele auch das Bringen des Opfers in Sklaverei oder Leibeigenschaft. Solche Handlungen können heute als Menschenhandel oder Zwangsarbeit (§ 232b StGB) bestraft werden.
Die Vorschrift ist in Deutschland in der Praxis seit dem 19. Jh. weitgehend bedeutungslos; in anderen Ländern kommt das Verschleppen in Sklaverei oder fremde Schiffs- oder Militärdienste aber noch vor, Beispiel Schanghaien. 

## Weitere Straftaten gegen die persönliche Freiheit
Als verwandte Rechtsbegriffe gibt es in Deutschland unter anderem
- Verschleppung
- Erpresserischer Menschenraub
- Geiselnahme